# Snuper
Snuper (coréen: 스누퍼, stylisé SNUPER; signifiant "Plus haut que Super") est un boys band sud-coréen formé sous Widmay Entertainment en 2015. Ils sont le premier groupe de l'agence. Le groupe se compose de : Taewoong, Suhyun, Sangil, Woosung, Sangho et Sebin.

## Carrière

### 2015-2016: Débuts,Platonic Loveet Débuts au Japon
Mi-octobre 2015, WIDMAY Entertainment, ayant sous son aile des acteurs tels que Lee Ki Woo ou bien encore Hong Jong Hyun s'apprête à faire débuter son premier groupe d’idoles composé de six artistes, des photos teasers de chaque membre sont alors dévoilées,,.
L'agence s'est également penchée sur le nom de groupe en lui-même, et en a proposé une explication sur sa signification : “Le nom du groupe Snuper signifie ”encore plus que le mot anglais “super”. Le nom de l’équipe a été choisi avec la promesse que, un à un, les “supermen” se sont réunis pour devenir le puissant Snuper.”. Le groupe devrait quant à lui débuter le 16 novembre.
Le 16 novembre, les Snuper ont sorti leur toute première piste baptisée "Shall We Dance" ainsi que son clip. L'opus, Shall We,comportant 4 chansons, a été produit par Sweetune.

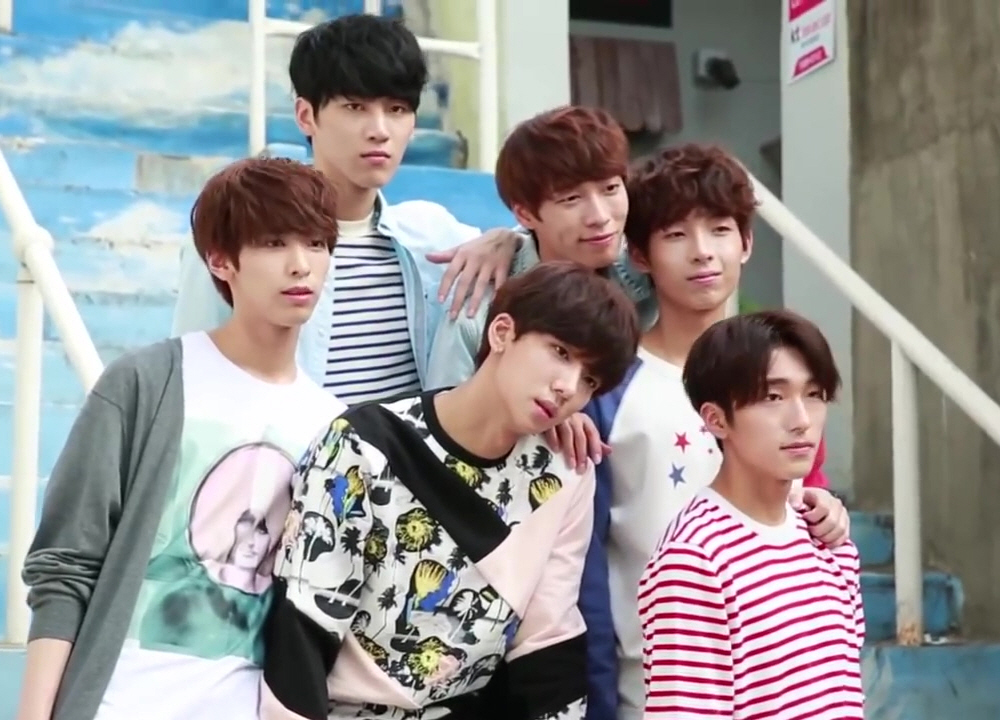
Snuper en 2015

Le 14 janvier 2016, le groupe sort son premier single digital nommé Polaroid.
Début mars, WIDMAY Entertainment a annoncé via leur page Facebook qu'ils seront de retour avec leur second mini-album.
Ainsi, le 8 mars les garçons font leur retour avec leur deuxième EP nommé Platonic Love, comportant 5 chansons, le clip vidéo du titre principal du même nom a été mis en ligne le même jour.
En juin, le boys band a annoncé le nom officiel de son fan-club, qui est « Swing ». Le 7 juillet, le groupe a mis en ligne une vidéo teaser afin d'annoncer son retour estival. Les garçons reviendront sur le devant de la scène le 12 juillet avec un album single nommé Compass.
Le 12 juillet, Snuper marque donc son retour avec la sortie du clip de « You=Heaven » issu du single, Compass, comportant 3 chansons.
Le 26 octobre, le groupe fait ses débuts au Japon avec la version nippone du single "You=Heaven", comportant 4 chansons, qui s’écoule a plus de 16,669 exemplaires.
Le 25 novembre, Snuper fait son retour en Corée avec la sortie du clip de « It's Raining » issu de leur troisième mini-album, Rain of Mind, comportant 5 chansons.

### Depuis 2017:Oh Yeah!!etI Wanna?
Le 22 mars 2017, Snuper fait son retour au Japon avec la sortie du clip de « Oh Yeah », une chanson inédite issu du single du même nom, comportant 4 chansons.
Le 24 avril, le boys band sort son quatrième mini-album I Wanna?, comportant quatre chansons, et son titre principal Back:Hug.
En juillet, WIDMAY Entertainment a annoncé que le groupe fera son retour en Corée, le 20 juillet avec la sortie de 유성 , une ré-édition de leur quatrième mini-album.

## Membres
| Nom             | Informations |
| --------------- | --- |
| Taewoong (태웅) | - Nom réel : Yoo Taewoong / Yukitomo Yasuo (유태웅/ゆきとも やすお) - Date de naissance : 24 mai 1994 - Position : Leader, rappeur - Activité : depuis 2015 |
| Suhyun (수현)   | - Nom réel : Choi Hyunggeun (최형근) - Date de naissance : 1er octobre 1992 - Position : Chanteur - Activité : depuis 2015                                  |
| Sangil (상일)   | - Nom réel : Shim Sangil (심상일) - Date de naissance : 1er mai 1993 - Position : Chanteur - Activité : depuis 2015                                         |
| Woosung (우성)  | - Nom réel : Choi Sunghyuk (최성혁) - Date de naissance : 24 septembre 1994 - Position : Chanteur - Activité : depuis 2015                                  |
| Sangho (상호)   | - Nom réel : Jo Sangho (조상호) - Date de naissance : 10 février 1995 - Position : Chanteur, danseur - Activité : depuis 2015                               |
| Sebin (세빈)    | - Nom réel : Jang Sebin (장세빈) - Date de naissance : 24 avril 1996 - Position : Rappeur, maknae (plus jeune) - Activité : depuis 2015                     |

## Discographie

### Mini-albums (EPs)
| Shall We                                                                            | - Date de sortie : 16 novembre 2015 - Labels : Widmay Entertainment, CJ E&M - Formats : CD, téléchargement numérique Liste des pistes 1. Shall We (쉘 위) intro 2. Shall We Dance (쉘 위 댄스) 3. Polaroid (폴라로이드) 4. Hyde Jekyll (하이드 지킬) 80's Remix 5. Shall We Dance (쉘 위 댄스) inst. | 28 | —  | - COR : plus de 823                           |
| Platonic Love                                                                       | - Date de sortie : 8 mars 2016 - Labels : Widmay Entertainment, LOEN Entertainment - Formats : CD, téléchargement numérique Liste des pistes 1. You Are (너는) intro 2. 4th Dimensional Angels (4차원의 천사) 3. Platonic Love (지켜줄게) 4. Yes Or No 5. U                                          | 13 | —  | - COR : plus de 2 758                         |
| Rain of Mind                                                                        | - Date de sortie : 15 novembre 2016 - Labels : Widmay Entertainment, LOEN Entertainment - Formats : CD, téléchargement numérique Liste des pistes 1. Rain of Mind intro 2. It's Raining 3. So Much In Love (쓰다) 4. Lucky (럭키) 5. Please Don't (나를 보내지마)                                    | 8  | —  | - COR : plus de 12 944,                       |
| I Wanna?                                                                            | - Date de sortie : 24 avril 2017 - Labels : Widmay Entertainment, Interpark - Formats : CD, téléchargement numérique Liste des pistes 1. Hide And Seek 2. Back:Hug (백허그) 3. Fox Girl (내 여자의 여우짓) 4. I’ll Do It (해줄게)                                                                    | 4  | —  | - COR : plus de 23 616 - JPN : plus de 5 876, |
| I Wanna?                                                                            | - Réédition : 20 juillet 2017 (Meteor) - Labels : Widmay Entertainment, Interpark - Formats : CD, téléchargement numérique Liste des pistes 1. Intro: The Star Of Stars 2. Meteor (유성) 3. Hide And Seek 4. Back:Hug (백허그) 5. Fox Girl (내 여자의 여우짓) 6. I’ll Do It (해줄게)                 | 4  | —  | - COR : plus de 20 731                        |
| Blossom                                                                             | - Date de sortie : April 24 avril 2018 - Labels : Widmay Entertainment, Interpark - Formats : CD, téléchargement numérique | 4  | 30 | - COR : plus de 17 596 - JPN : plus de 2 935, |
| You In My Eyes (SNUPER Special Edition)                                             | - Date de sortie : 8 octobre 2018 - Labels : Widmay Entertainment, Interpark - Formats : CD, téléchargement numérique | 4  | —  | - COR : plus de 17 063                        |
| "—" signifie que le titre ne s'est pas classé ou n'est pas sorti dans cette région. | |    |    |                                               |

### Singles
| "Shall We Dance" (쉘 위 댄스)                                                       | 2015 | —  | NC |                            | Shall We                                |
| "Polaroid" (폴라로이드)                                                             | 2015 | —  | NC |                            | Shall We                                |
| "Platonic Love" (지켜줄게)                                                          | 2016 | —  | NC |                            | Platonic Love                           |
| "You=Heaven" (너=천국)                                                              | 2016 | —  | NC | - COR : plus de 4 967 (CD) | Compass                                 |
| "It’s Raining"                                                                      | 2016 | —  | NC |                            | Rain Of Mind                            |
| "Back:Hug" (백허그)                                                                 | 2017 | —  | NC |                            | I Wanna?                                |
| "The Star of Stars" (유성)                                                          | 2017 | —  | NC |                            | The Star of Stars                       |
| "Dear"                                                                              | 2017 | —  | NC | - COR : 1 790 (CD)         | Dear                                    |
| "Tulips"                                                                            | 2018 | —  | NC |                            | Blossom                                 |
| "You In My Eyes (Special Edition) (내 눈에는 니가)"                                 | 2018 | —  | NC |                            | You In My Eyes (SNUPER Special Edition) |
| Japonais                                                                            |      |    |    |                            |                                         |
| "You=Heaven"                                                                        | 2016 | NC | 12 | - JPN : 17 013 (CD)        | Non issu d’un album                     |
| "Oh Yeah"                                                                           | 2017 | NC | 3  | - JPN : 32 562 (CD)        | Non issu d’un album                     |
| "Stand by Me"                                                                       | 2017 | NC | 3  | - JPN : 33 554 (CD)        | Non issu d’un album                     |
| "Summer Magic" (夏のMagic)                                                          | 2018 | NC | 8  | - JPN : 20 538 (CD)        | Non issu d’un album                     |
| "—" signifie que le titre ne s'est pas classé ou n'est pas sorti dans cette région. |      |    |    |                            |                                         |

### Bande son
| Année | Titre         | Drama                     |
| ----- | ------------- | ------------------------- |
| 2015  | "Hyde Jekyll" | Hyde Jekyll Me OST Part 7 |
| 2016  | "Oh My Venus" | Oh My Venus OST Part 8    |

## Filmographie

### Films
| Année | Titre                | Rôle                  | Membre   |
| ----- | -------------------- | --------------------- | -------- |
| 2004  | Shit Up!             | Caméo                 | Taewoong |
| 2005  | Hello Brother        | Ami d'école de Han-yi | Taewoong |
| 2005  | Lucked Out           | Caméo                 | Taewoong |
| 2008  | Public Enemy Returns | Lee Yohan             | Taewoong |
| 2014  | Mourning Grave       | Caméo                 | Sebin    |
| 2014  | Cart                 | Caméo                 | Sebin    |
| 2014  | Fashion King         | Caméo                 | Sebin    |
| 2015  | Granny's Got Talent  | Caméo                 | Sebin    |
| 2015  | Veteran              | Caméo                 | Sebin    |

### Dramas
| Année | Titre                                 | Rôle                           | Membre   |
| ----- | ------------------------------------- | ------------------------------ | -------- |
| 2002  | Magic Kid Masuri                      | Caméo                          | Taewoong |
| 2003  | Briar Flower                          | Caméo                          | Taewoong |
| 2004  | 울라불라 블루짱                       | Caméo                          | Taewoong |
| 2004  | Forgiveness                           | Sejin                          | Taewoong |
| 2004  | Land                                  | Caméo                          | Taewoong |
| 2005  | Hold My Hand                          | Yongsoo                        | Taewoong |
| 2005  | Princess Lulu                         | Young Goseon                   | Taewoong |
| 2006  | Jump 2                                | Lee Kwangbok                   | Taewoong |
| 2006  | Kkamgeuni Mother                      | Jaeyoung                       | Taewoong |
| 2006  | What's Up Fox                         | Young Park Cheolsu             | Taewoong |
| 2006  | Dae Joyoung                           | Le fils de Go Sagye, Go Seonji | Taewoong |
| 2007  | 적루몽                                | Caméo                          | Taewoong |
| 2007  | Que Sera, Sera                        | Caméo                          | Taewoong |
| 2008  | 쑥부쟁이                              | Le fils de Yongjong            | Taewoong |
| 2008  | The King and I                        | Young Choi Jachi               | Taewoong |
| 2008  | Elephant                              | Caméo                          | Taewoong |
| 2008  | My Girl                               | Young Kim Hyunmin              | Taewoong |
| 2008  | Kim Sejong The Great                  | Young Prince Hyoryeong         | Taewoong |
| 2009  | Tamra, the Island                     | Han Philip                     | Taewoong |
| 2009  | Korean Mystery Detective Jong Yakyong | Wonseok                        | Taewoong |
| 2013  | Fantastic Tower                       | Seonho                         | Taewoong |

### Télé-réalité
| Année | Titre          | Nombre d'épisodes |
| ----- | -------------- | ----------------- |
| 2016  | Snuper Project | 5                 |

### Émissions de télévision
| Année | Titre                                 | Membre          |
| ----- | ------------------------------------- | --------------- |
| 2016  | Let's Go! Dream Team                  | Tous            |
| 2016  | 2016 Idol Star Athletic Championships | Tous            |
| 2016  | Duet Song Festival                    | Suhyun et Sebin |

## Récompenses et nominations

### Golden Disc Awards
| Année | Catégorie                                  | Travail nommé | Résultat   |
| ----- | ------------------------------------------ | ------------- | ---------- |
| 2016  | Rookie Artist of the Year in Digital Music | Snuper        | Nomination |
| 2016  | Rookie Artist of the Year in Disc Album    | Snuper        | Nomination |

### Asia Model Awards
| Année | Travail nommé | Prix                | Résultat |
| ----- | ------------- | ------------------- | -------- |
| 2016  | Snuper        | Model Special Award | Lauréat  |

### Asia Artist Award
| Année | Travail nommé | Prix           | Résultat |
| ----- | ------------- | -------------- | -------- |
| 2017  | Snuper        | New Wave Award | Lauréat  |
| 2018  | Snuper        | Choice Award   | Lauréat  |